# ПМ М1910
Максимов митраљез М1910 (рус. Пулемёт Максима образца 1910 года), руска верзија тешког митраљеза Максим са почетка 20. века.

## Карактеристике
Максим М1910, произведен у Русији, био је тешки митраљез на принципу кратког трзања цеви, са воденим хлађењем. Калибра 7,62 мм, монтиран на постољу са точковима и штитом укупне масе 63 кг. Пунио се тканеним редеником са 100-250 метака. Теоријска брзина гађања била је 600, а практична 300 метака у минуту, почетне брзине 800 м/с. Масовно је коришћен у Првом светском рату и Руском грађанском рату.